# Астолфу-Дутра
Астолфу-Дутра (порт. Astolfo Dutra)  —  муниципалитет в Бразилии, входит в штат Минас-Жерайс. Составная часть мезорегиона Зона-да-Мата. Входит в экономико-статистический  микрорегион Уба. Население составляет 13 095 человек на 2006 год. Занимает площадь 159,139 км². Плотность населения — 76,0 чел./км².

## История
Город основан 1 января 1939 года. 

## Статистика
- Валовой внутренний продукт на 2003 год составляет 63 978 849,00 реалов (данные: Бразильский институт географии и статистики).
- Валовой внутренний продукт на душу населения на 2003 год составляет 5348,51 реалов (данные: Бразильский институт географии и статистики).
- Индекс развития человеческого потенциала на 2000 год составляет 0,771 (данные: Программа развития ООН).